# Historia natural y moral de las Indias
L'obra Historia natural y moral de las Indias, del jesuïta José de Acosta, va ser publicada primer en llatí, l'any 1589 a Salamanca per Guillermo Foquel, amb el títol De natvra nobi orbis libri dvo, et de promvlgatione evangelii apud barbaros sive de procvranda indorvm salvte, libri sex, fou una edició en octau amb deu pàgines preliminars.

## Contingut de l'obra
Està composta per set llibres, que es poden dividir entre els dedicats a la natura i altresa la moral.
Que fa a la naturalesa es troba en els llibres I al IV, en ells aborda temes cosmogràfics, biològics, botànics i geogràfics. El relatiu a la moral l'engloba en els llibres V al VII, en què tracta temes religiosos, polítics i històrics, ja que en l'últim llibre narra la història antiga dels mexicans. És per aquest llibre que el van considerar "plagiari", però n'hi ha que s'han donat a la tasca de demostrar que més que utilitzar les idees en concret de Diego Durán, la informació que es troba en el llibre VII de l'obra de Acosta, a l'igual que la de dominic, la va obtenir d'un document fins ara perdut.
També cal considerar que una de les raons per les quals no pot ser anomenat "plagi" el que passa amb aquesta obra és perquè per als anys en què es va publicar no existien els drets d'autor.

## Publicacions

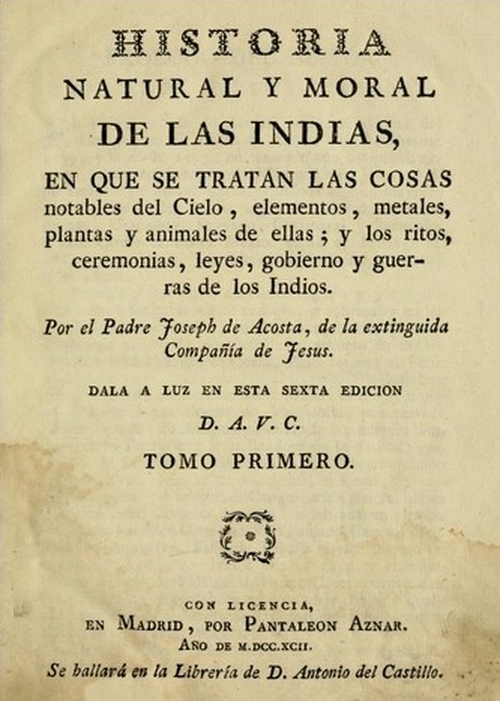
José de Acosta, Historia natural y moral de las Indias, 1792.

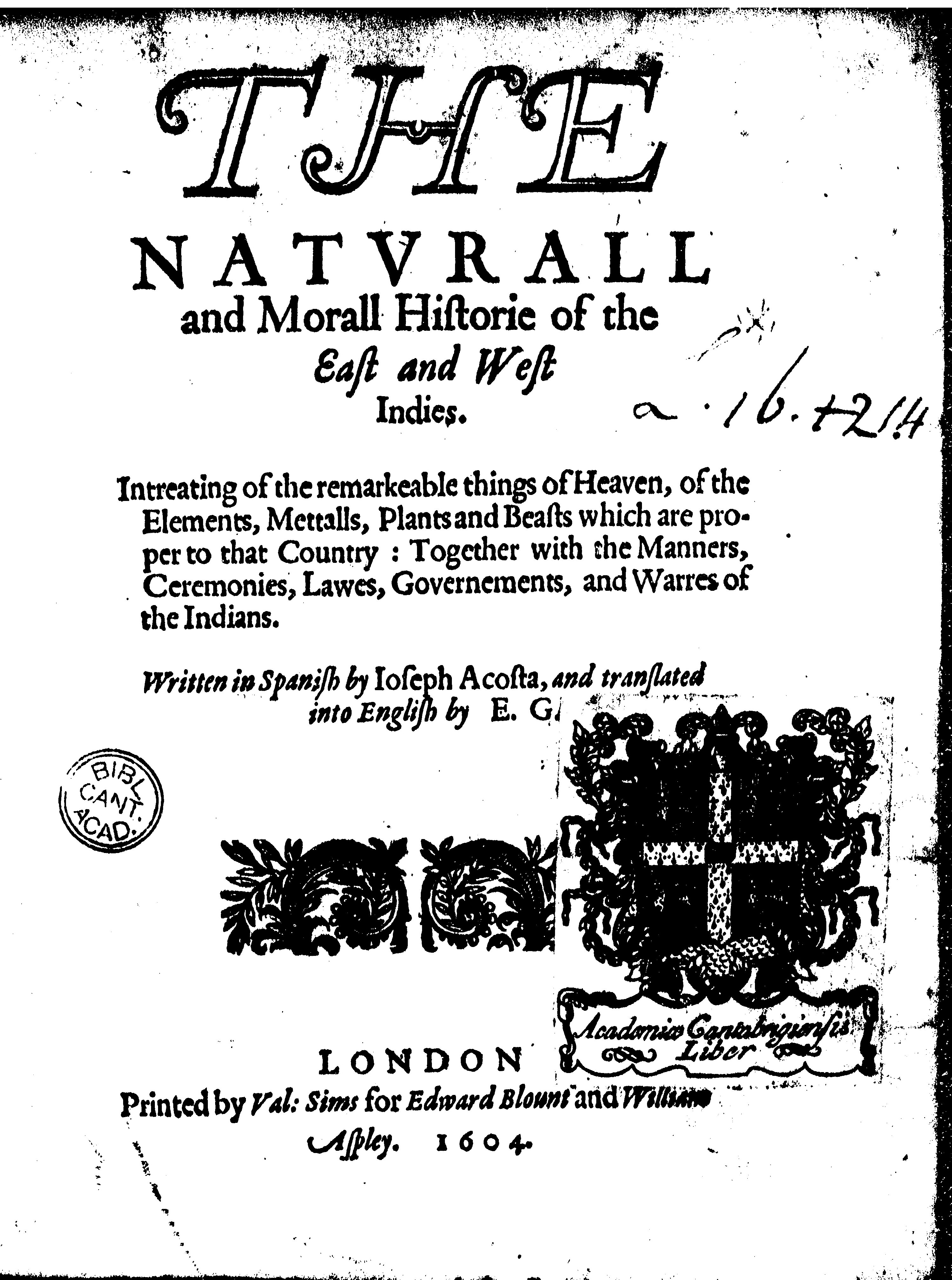
José de Acosta, The natural and moral historiï of the East and West Indies, traducció d'Edward Grimstone, Londres, Edward Blount i William Aspley, 1604.

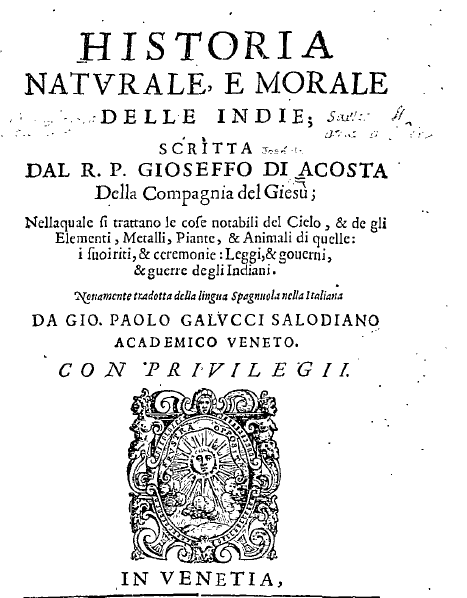
José de Acosta, Història natural i morale delle Índia traducció de Paolo Galucci Solodiano, Venècia, Bernardo Basa, 1596.

### Edicions en castellà
L'obra va aparèixer en castellà per primera vegada en l'any de 1590 a Sevilla a la impremta de Juan de León, la va dedicar a la infanta Isabel Clara Eugènia. Compta amb el privilegi de 10 anys que es va concedir el 10 de maig de 1589, així com amb l'aprovació eclesiàstica del Provincial de la Companyia de Jesús; Gonzalo Dávila, qui la va donar l'11 d'abril de 1589.
La segona edició es va publicar en 1591 a Barcelona per Lelio Marino "Venecià", aquesta edició compta no només amb l'aprovació eclesiàstica del rovincial de l'ordre, sinó també amb la del bisbe de Barcelona; Joan Dimas Loris, i de fra Salvator Pons. Està dedicada a Enrique de Cardona, governador del principat de Catalunya, la dedicatòria la va firmar el mateix impressor, va ser una edició en octau.
La tercera edició es va imprimir en l'any de 1608 a Madrid, va estar a càrrec d'ella Juan Berrillo. En la taxa es troba que el preu d'aquesta edició era de tres maravedíes per plec i es va autoritzar aquesta quantitat el 9 de juliol de 1608. La llicència va ser concedida el 9 de febrer de 1601 però es va publicar set anys després, compta amb l'aprovació eclesiàstica que se li va donar a l'autor de l'obra en 1589. a la portada d'aquesta edició es troba que els interessats en l'obra la podien adquirir a la casa d'Alonso Martín.
La quarta edició va veure la llum en 1610, d'aquesta no es conserva algun exemplar, se sap d'ella a través dels pròlegs que van escriure editors de la mateixa obra temps després. Se sap que es va imprimir a Madrid i que el format era en quart, però fa falta informació de l'editor.
Es diu que una cinquena edició va aparèixer en 1752 tot i que no es té cap exemplar. La sisena es va publicar en 1792 a Madrid per Pantaleón Aznar. Aquesta obra compta amb un pròleg de l'editor que proporciona una informació interessant respecte a altres edicions, ja que diu els formats de cadascuna, així com les traduccions de l'obra, qui les van fer, el lloc i l'any de publicació. Aquesta edició compta amb índex i els versets de la Sagrada Escriptura i consta de dos toms.
El 1894 va aparèixer una reimpressió de la primera edició en castellà de l'obra, que va estar a càrrec va ser Ramon Anglés. S'hi troba un pròleg que també descriu altres edicions i les traduccions de l'obra, així com els qui les van fer. A diferència de la de Pantaleón Aznar, no diu els llocs on es van imprimir les traduccions. Consta de dos toms.

### Traduccions de l'obra.
Gràcies al pròleg de Ramon Anglés que va fer per a la reimpressió de 1894 es té notícia que al 1595 va existir una edició en llatí que es va publicar en 1595 a Salamanca i el format era en octau, però no es troba un exemplar per constatar això.
Pantaleón Aznar refereix en el seu pròleg de 1792 que hi va haver dues traduccions en llatí, una per part de Teodoro de Brii i una altra de Juan Hugo Lischot que van introduir en obres que tractaven sobre viatges, en el cas del primer traductor no refereix la obra, però del segon diu que va aparèixer en l'obra francesa Des grands voyageurs.
En 1596 a Venècia l'impressor Bernardo Basa va publicar la traducció que va fer Paolo Galucci Solodiano de l'obra de Joseph de Acosta en italià. El traductor va dedicar l'obra a Giovan Martino i tenia privilegi.
En 1604 els impressors Edward Blount i William Aspley van publicar a Londres la traducció en anglès d'Edward Grimstone, que es va dedicar a Robert Cicill, baró de Efsingden. El seu format era en foli.
Es té notícia que també va existir una traducció al francès feta per Robert Regnault i es va publicar a París el 1598 i una reimpressió el 1608, que el format era en octau. La traducció a l'alemany la va fer Gotardo Artus Dantzig, es va publicar a Frankfurt en 1617 i el format va ser en foli. La traducció al flamenc la va realitzar Joan Hug Luischat i va ser una edició en quart, no se sap el lloc i ni l'any en què es va publicar.